# Discogs
Discogs (abreviación de «discografías») es un sitio web y base de datos de información acerca de la música, que pretende recopilar toda la información acerca de los discos comerciales, promocionales, y discos no oficiales (también llamados bootleg o ediciones no autorizadas). El servidor se encuentra registrado bajo el dominio de internet discogs.com, es propiedad de Zink Media Inc. y está localizado en Portland, Oregón, Estados Unidos. 
Discogs es una de las mayores bases de datos en línea de música y es el más grande de referencias en formato de discos de vinilo.

## Historia
Discogs.com fue registrado en agosto del año 2000, pero inició sus actividades en octubre del mismo año por el programador, DJ y aficionado a la música Kevin Lewandowski, inicialmente reuniendo una base de datos de su colección particular.
Él se inspiró en otras comunidades tales como Slashdot, eBay y Open Directory Project y decidió usar este modelo para construir una base de datos de discografías de música.
El objetivo original del sitio era construir de forma fácil una base de datos de música electrónica, organizado por artistas, sellos discográficos y todas las referencias de discos, disponibles en cualquier género. En 2003 todo el sistema de Discogs fue completamente reescrito (Versión 2), y en enero de 2004 se comenzó a integrar otros géneros como el hip hop. Desde entonces su expansión también ha incluido los géneros del rock y el jazz. En enero de 2005 se integraron también los géneros funk/soul, hispana, y el reggae en octubre del mismo año. En enero del año 2006 se agregó el Blues y Non-Music (ej. videoclips, entrevistas, etc.).
Tiene una sección de ventas en donde cada usuario puede comprar y vender elementos de forma privada con otros usuarios.
La información en Discogs está disponible tanto en formato HTML a través de la web como en XML a través del API público para desarrolladores.

## Derechos de autor
La colección agregada en Discogs esta amparada bajo todos los términos de copyright (aplicada en derechos de autor para sitios web y bases de datos que consiste en contribuciones públicas) y en acuerdos de términos de uso, sobre los cuales hay información en el sitio.

## Información técnica
Discogs funciona bajo un servidor Linux usando:
- Servidor web Apache.
- Python script de programación orientado a objetos.
- mod python apache/python integrado.
- Sistema de plantillas HTML ClearSilver.
- Base de datos MySQL.
- thttpd para las imágenes y servicio estático de archivos.